# Universität Mohammed I.
Die Universität Mohammed I. (französisch Université Mohammed Premier; UMP) ist eine Universität in Oujda in Marokko. Sie ist nach dem alawidischen Scherifen Mohammed I. benannt.
Die Universitätsstandorte befinden sich in der östlichen Region Marokkos, hauptsächlich in Oujda. Sie wurde 1978 gegründet und belegt im regionalen Ranking der arabischen Universitäten 2016 (U.S.News & World Report) den 32. Platz.
Rektor der Universität ist Yassine Zarhloule (Stand Juni 2024). Ihr früherer Rektor war Muhammad bin Sharifa, ein Mitglied der Akademie des Königreichs Marokko und einer der Erstunterzeichner des offenen Briefes „Ein gemeinsames Wort zwischen Uns und Euch“.